# Биз-Минервуа
Биз-Минервуа́ (фр. Bize-Minervois) — коммуна во Франции, находится в регионе Лангедок — Руссильон. Департамент коммуны — Од. Входит в состав кантона Жинеста. Округ коммуны — Нарбонна.
Код INSEE коммуны — 11041.

## Население
Население коммуны на 2008 год составляло 1061 человек.
| 1962 | 1968 | 1975 | 1982 | 1990 | 1999 | 2008 |
| ---- | ---- | ---- | ---- | ---- | ---- | ---- |
| 1004 | 1001 | 921  | 783  | 807  | 872  | 1061 |

## Экономика
В 2007 году среди 610 человек в трудоспособном возрасте (15—64 лет) 390 были экономически активными, 220 — неактивными (показатель активности — 63,9 %, в 1999 году было 60,2 %). Из 390 активных работали 339 человек (180 мужчин и 159 женщин), безработных было 51 (27 мужчин и 24 женщины). Среди 220 неактивных 58 человек были учениками или студентами, 102 — пенсионерами, 60 были неактивными по другим причинам.

## Достопримечательности
- Церковь Сен-Мишель (XVIII век).
- Ворота Сен-Мишель (1236 год) — главные ворота со стороны Нарбонны. Вторые ворота, Сен-Круа, были разрушены в XIX веке.
- Пещеры Ла-Фон, в которых была обнаружена палеолитическая стоянка.

## Фотогалерея

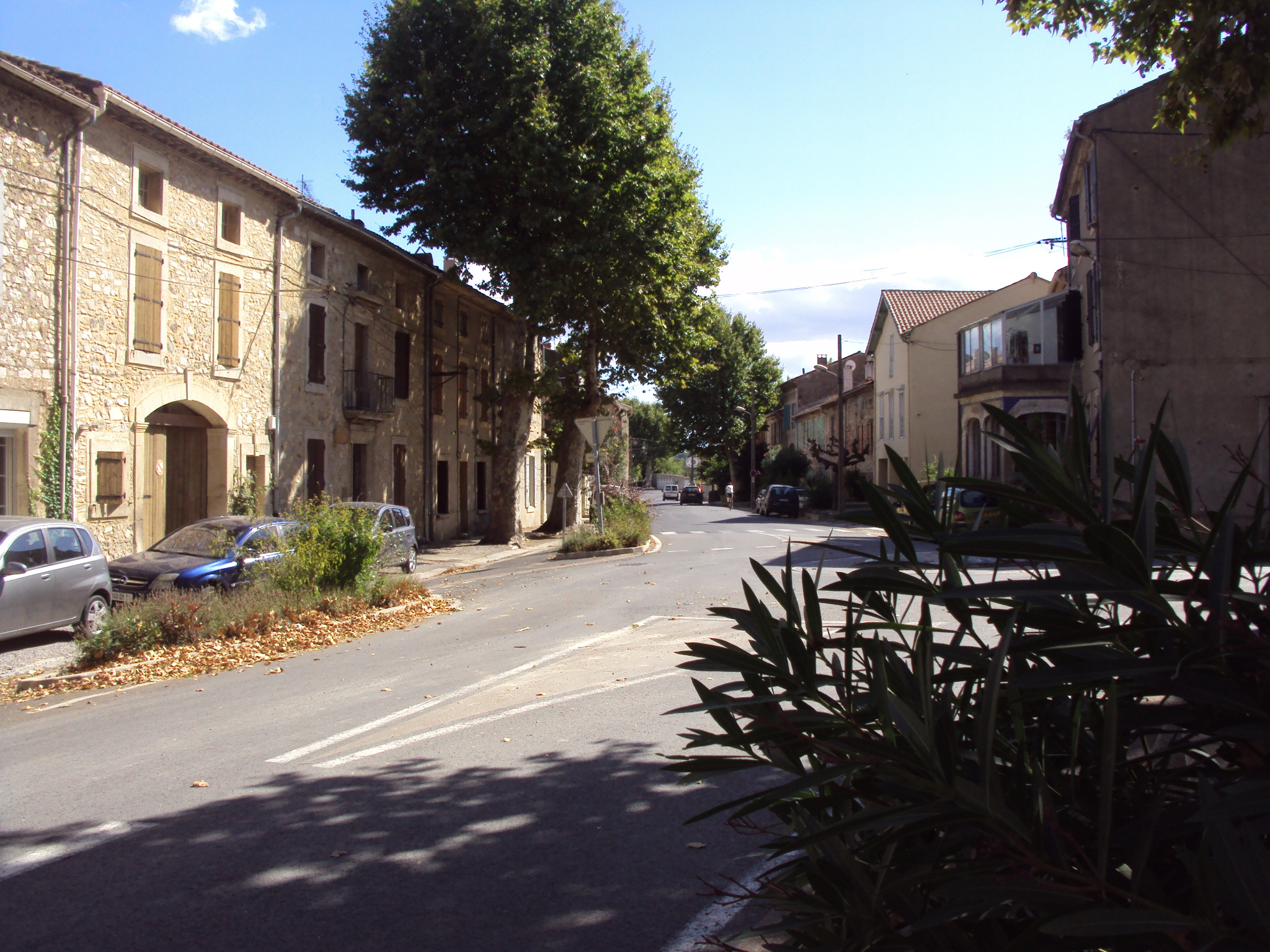
Авеню Гар
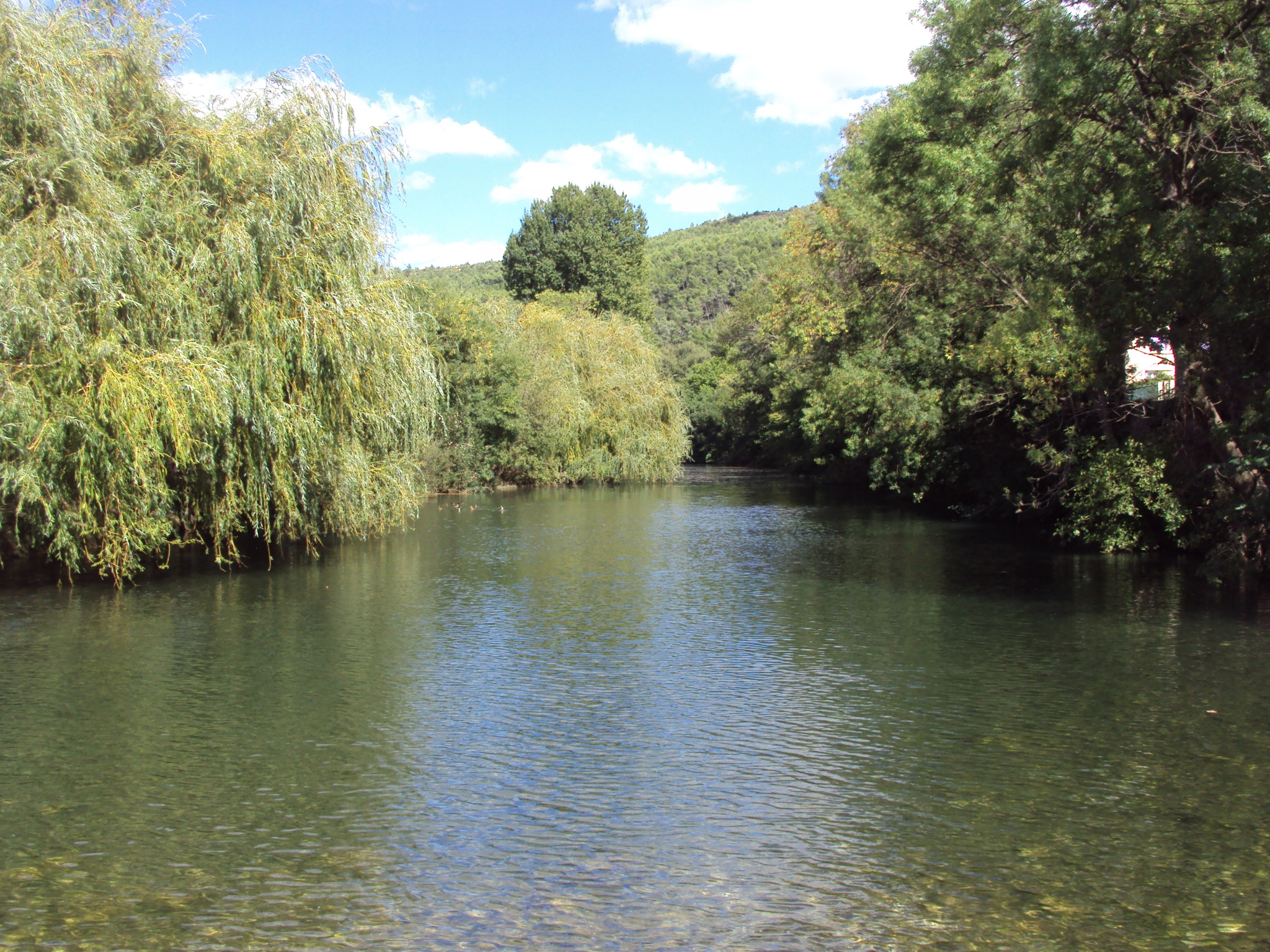
Река Ла-Сессе